# Hornbach (vattendrag i Österrike)
Hornbach är ett vattendrag i Österrike.   Det ligger i förbundslandet Tyrolen, i den västra delen av landet, 400 km väster om huvudstaden Wien.
I omgivningarna runt Hornbach växer i huvudsak barrskog. Runt Hornbach är det ganska glesbefolkat, med 26 invånare per kvadratkilometer.